# Feargus Urquhart

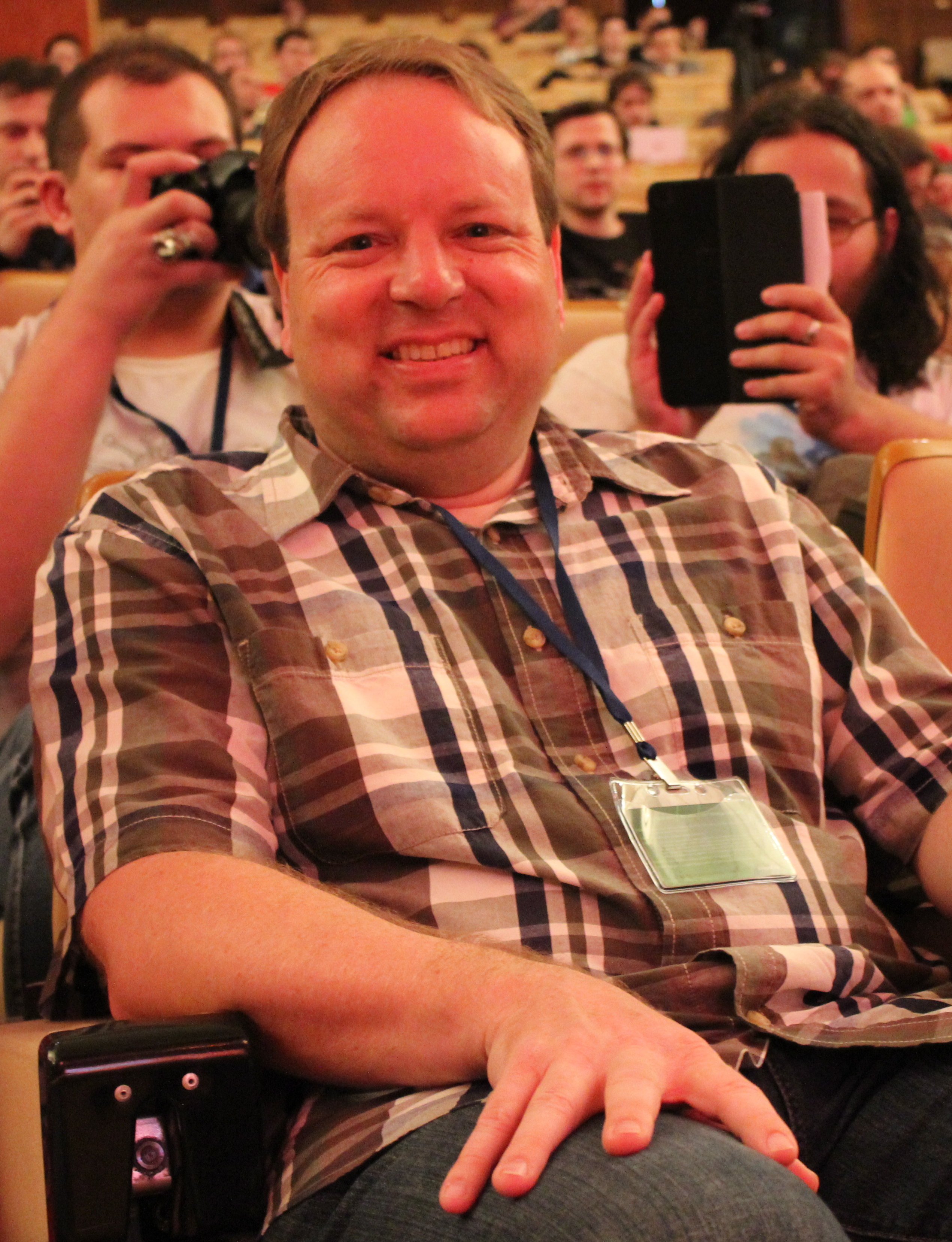
Urquhart in 2013

Feargus Urquhart (19 april, 1970) is een Amerikaans ontwikkelaar van computerspellen en de CEO van Obsidian Entertainment. Urquhart was bij Interplay Entertainment de directeur van Black Isle Studios.

## Carrière
Black Isle, dat Urquhart in 1997 oprichtte, was een afdeling van Interplay, die zich bezighield met het maken van rollenspellen en ontwikkelde een aantal spellen, waaronder Icewind Dale, Planescape: Torment, Castles 2: Siege & Conquest en Fallout 2.
Toen Interplay in de financiële problemen kwam en Black Isle dreigde failliet te gaan, besloten Urquhart en verschillende andere medewerkers om Interplay in te ruilen voor Obsidian Entertainment. Urquhart leidde het team van Obsidian tijdens de ontwikkeling van Fallout: New Vegas.

## Trivia
- Urquhart diende als speltester voor The Bard's Tale Construction Set in 1991.
- In Nashkel, een locatie in Baldur's Gate, is op een van de graven een beschrijving te lezen, die zegt: "Feargus-die heeft gezegd. "Is het nog niet gedaan? ""Ik wed van niet!".
- In Baldur's Gate II komt een personage voor met de naam "Feargus".
- In Fallout 2 is "Feargus" de naam van een dorpeling in Arroyo die zich beklaagt over het slechte welzijn van de mensen in het dorp.
- In Neverwinter Nights 2: Storm of Zehir komt een half-ork voor, genaamd "Feargus Orc -Hart."